# 斯默拉
斯默拉（挪威語：Smøla）是挪威的一個市镇，位於默勒-魯姆斯達爾郡。區政中心位於霍彭，面积总计為281.82平方公里，2010年人口為2,143人
，人口密度為7.9人/平方公里。